# Mangala Fossa
La Mangala Fossa è una struttura geologica della superficie di Marte.